# Rio Itapicuruzinho
Rio Itapicuruzinho är ett vattendrag i Brasilien.   Det ligger i delstaten Maranhão, i den östra delen av landet, 1 300 km norr om huvudstaden Brasília.
Omgivningarna runt Rio Itapicuruzinho är huvudsakligen savann. Runt Rio Itapicuruzinho är det ganska glesbefolkat, med 26 invånare per kvadratkilometer.